# Fritz Eckhardt
Fritz Eckhardt (Linz, 30 novembre 1907 – Klosterneuburg, 31 dicembre 1995) è stato un attore, cabarettista, sceneggiatore, regista e cantante austriaco.
Nel corso della sua carriera apparve in circa 100 film e scrisse circa 30 opere teatrali e circa 200 sceneggiature per il cinema e la televisione. Tra le serie televisive che lo videro protagonista, figurano Oberinspektor Marek, Tatort, Wenn der Vater mit dem Sohne e Hallo - Hotel Sacher ... Portier!.

## Biografia
Fritz Eckhardt nasce a Linz, nell'allora Impero austro-ungarico, il 30 novembre 1907 in una famiglia di artisti: il padre, Viktor Eckhardt, è un direttore di teatro di origine ebrea, mentre la madre, Helene Norman, è un'attrice.
A soli 9 anni perde la madre, vittima di un avvelenamento da cibo.
Dopo il diploma, studia recitazione presso l'Akademie für Musik und darstellende Kunst di Vienna e a 17 anni ottiene il suo primo ingaggio presso il Volkstheater. Lavora poi in presso il Lieber Augustin e l'ABC di Vienna e in compagnie teatrali di Reichenberg, Karslbad, Hannover, L'Aia e Berlino, prima di essere colpito dall'ostracismo per le sue origini ebraiche.
Nel corso della seconda guerra mondiale, il padre viene deportato in un campo di concentramento nazista, da dove non farà più ritorno. Durante la guerra, non potendo ufficialmente esercitare la sua professione, scrive alcuni testi e opere teatrali in forma anonima oppure utilizzando il nome di un suo amico "ariano", Franz Paul.
Nel giugno 1945, riapre poi assieme all'amico Carl Merz (che in seguito ne diventerà direttore) il teatro Liber Augustin. In seguito, nel 1947, lavora per il teatro Kleines Brettl e scrive pezzi teatrali per varie compagnie.
Sempre nel 1947, fa il proprio debutto cinematografico, segnatamente nel film-musical diretto da Gustav Ucicky Singende Engel.
Dal 1963 al 1971 è protagonista nel ruolo dell'ispettore capo Marek della serie televisiva Oberinspektor Marek. A partire dal 1971 e fino al 1987, interpreta poi lo stesso ruolo ella serie televisiva Tatort (serie in cui figura anche tra gli sceneggiatori).
Nel frattempo, dal 1973 al 1974, è protagonista, nel ruolo di Oswald Huber, della serie televisiva da lui stesso ideata Hallo - Hotel Sacher ... Portier!.
Appare per l'ultima volta sul grande schermo nel 1992 interpretando il ruolo dello chef nel film, diretto da Xaver Schwarzenberger e con protagonista Christiane Hörbiger, Cenerentola a New York (Tafelspitz).
Dopo la morte nella moglie, avvenuta nel 1993, è vittima di dolori di varia natura, che lo costringono a sottoporsi a varie operazioni chirurgiche. Fritz Eckhardt muore a Klosterneuburg, in Bassa Austria, il 31 dicembre 1995, all'età di 88 anni.

## Filmografia parziale

### Attore

#### Cinema
- Singende Engel, regia di Gustav Ucicky (1947)
- La casa dell'angelo (Der Engel mit der Posaune), regia di Karl Hartl (1949)
- Der Schuß durchs Fenster, regia di Siegfried Breuer (1950)
- Der Fünfminutenvater, regia di J.A. Hübler-Kahla (1951)
- L'ultimo ponte (Die letzte Brücke), regia di Helmut Käutner (1954)
- Seine Tochter ist der Peter, regia di Gustav Fröhlich (1955)
- Neurose, regia di Rolf Thiele (1959)
- Il bravo soldato Schwejk (Der brave Soldat Schwejk), regia di Axel von Anbesser (1960)
- L'ultimo treno da Vienna (Miracle of the White Stallions), regia di Arthur Hiller (1963)
- Der selige Herr aus dem Parlament, regia di Bruno Voges (1976)
- Cenerentola a New York (Tafelspitz), regia di Xaver Schwarzenberger (1992)

#### Televisione
- Oberinspektor Marek - serie TV, 8 episodi (1960-1973)
- Tatort - serie TV, 20 episodi (1970-1987)
- Wenn der Vater mit dem Sohne - serie TV, 13 episodi (1971)
- Hallo - Hotel Sacher ... Portier! - serie TV, 26 episodi (1973-1974)
- Meine Mieter sind die besten - serie TV (1977)
- Der gute Engel - miniserie TV, 8 episodi (1983)
- Via Mala - miniserie TV (1985)
- Ein Schloß am Wörthersee - serie TV, episodio 1x07 (1990)

### Regista
- Kurzschluß - cortometraggio (1933)
- Fuchs auf der Hetzjagd - cortometraggio (1933)
- Darf ich mal reinkommen? - miniserie TV (1968)
- Tatort - episodi 1x35-1x44 (1973-1974)

### Sceneggiatore
- Tatort - serie TV, 11 episodi (1971-1987)
- Hallo - Hotel Sacher ... Portier! - serie TV, 26 episodi (1973-1974)
- Die liebe Famile - serie TV, 30 episodi (1986-1990)
- Minister gesucht - film TV, regia di Wolf Dietrich (1990)

## Opere letterarie
- 1981: Mit einem Lächeln durchs Leben: Erinnerungen (autobiografia)[3]
- 1989: Ich erinnere mich gern (autobiografia)[1][3]
- 1992: Ein Schauspieler muss alles können  (autobiografia)[1][3]

## Premi e nomination
- 1974: Goldene Kamera

## Onorificenze
- Medaglia per le scienze e per le arti (Austria)
- Anello d'onore della città di Vienna